# Moradoras desta casa
"Moradoras desta casa" ou "Partiram os três Reis Magos" é uma cantiga de janeiras tradicional portuguesa originária da freguesia de Cardigos no concelho de Mação.

## História
Esta cantiga tradicional de Cardigos surge publicada pela primeira vez em 1921 pela mão de Francisco Serrano na sua obra Romances e Canções Populares da Minha Terra com o nome "Os Reis Magos" e o incipit "Partiram os três Reis Magos". Trata-se do resultado de uma recolha de canções tradicionais do concelho de Mação, no distrito de Santarém. A letra é bastante extensa e principia com um típico romance tradicional relatando a adoração dos Reis.
A publicação de Serrano foi utilizada como fonte pelo compositor português Fernando Lopes-Graça. Este, harmonizou a melodia e truncou a letra, resultando deste trabalho uma nova versão com o nome de "Moradoras desta casa" que o foi incluída na sua Primeira Cantata do Natal organizada entre os anos de 1945 e 1950.

## Letra

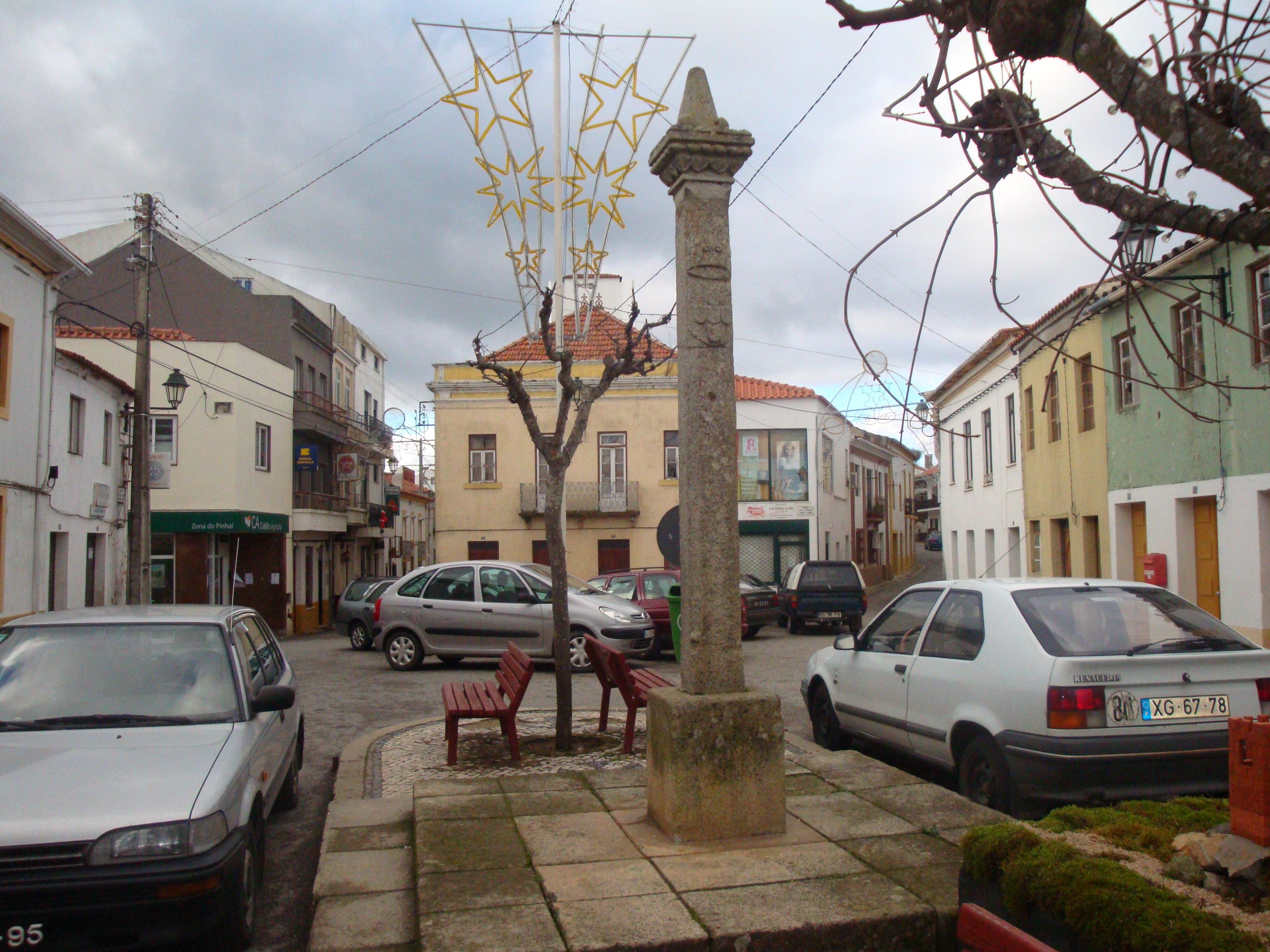
Cardigos, Mação

A letra, tal como foi publicada por Francisco Serrano, é divisível em 3 conjuntos. As quadras iniciais são parte do tradicional "Romance dos três Reis Magos", de seguida duas outras indicam as "intenções", ou seja qual o objetivo das esmolas, neste caso o peditório é realizado em nome das almas do purgatório. As três últimas quadras, as únicas utilizadas na versão de Fernando Lopes-Graça, são o peditório. Os cantadores populares pedem esmolas às habitantes (casadas ou solteiras) da casa visitada.
| Romance                                                                                            | Intenção                                                                                         | Peditório                                                                                              |
| -------------------------------------------------------------------------------------------------- | ------------------------------------------------------------------------------------------------ | --- |
| Partiram os três Reis Magos Das bandas do Oriente, Pra visitar o Menino, Jesus Cristo Omnipotente. | Espírito Santo Divino E a corte celestial, Vamos pedir para as almas Que elas nos hão de ajudar. | Moradoras desta casa Aquelas que são casadas, Ouvi os nossos descantes, Vinde dar-nos janeiradas.      |
| Foram a casa de Herodes Perguntar qual o caminho Que melhor os conduzisse Até junto do Menino.     | A Virgem da Piedade Ouviu chorar e gemer As almas do Purgatório Que em penas estavam a arder.    | Moradoras desta casa Aquelas que são solteiras, Ouvi os nossos descantes, Vinde dar-nos as janeiras.   |
| Herodes por ser malvado Por promessas do malino Mandou ensinar aos Reis Às avessas o caminho.      |                                                                                                  | Não vos pedimos fazendas Nem tampouco as riquezas, Pedimos só as migalhas Que sobram das vossas mesas. |

## Discografia
- 1956 — Cantos Tradicionais Portugueses da Natividade. Coro de Câmara da Academia de Amadores de Música. Radertz. Faixa 15.
- 1978 — Primeira Cantata do Natal. Grupo de Música Vocal Contemporânea. A Voz do Dono / Valentim de Carvalho. Faixa 15.
- 1994 — Lopes Graça. Grupo de Música Vocal Contemporânea. EMI / Valentim de Carvalho. Faixa 15.
- 2000 — 1ª Cantata do Natal Sobre Cantos Tradicionais Portugueses de Natividade. Coral Públia Hortênsia. Edição de autor. Faixa 15.
- 2012 — Fernando Lopes-Graça  - Obra Coral a capella - Volume II. Lisboa Cantat. Numérica. Faixa 18.
- 2013 — Fernando Lopes-Graça  - Primeira Cantata de Natal. Coro da Academia de Música de Viana do Castelo. Numérica. Faixa 15.[2]